# Philippe Richert
Philippe Richert (Ingwiller, 1953) és un polític francès. Fou professor de ciències naturals al col·legi de La Wantzenau. Posteriorment ha estat senador pel Baix Rin de 1992 a 2005 pel Centre dels Demòcrates Socials questor del Senat de França i vicepresident del Consell Nacional de l'Aire (CNA). De 1998 a 2008 fou president del Consell General del Baix Rin per la Unió pel Moviment Popular i candidat a l'alcaldia d'Estrasburg el 1995 però no fou escollit. També ha estat membre del Consell Regional d'Alsàcia de 1985 a 1992, regidor d'Estrasburg el 1995-1998 i vicepresident del Senat el 2004-2008.
Fou president del Consell Regional d'Alsàcia de 2010 a 2015 i del Conseil Regional del Gran Est de 2016 a 2017.